# Keuzefunctie
Een keuzefunctie, selector of selectie is een wiskundige functie {\displaystyle f}, waarvan het domein {\displaystyle X} een verzameling is, waarin de elementen zelf ook weer verzamelingen zijn, die geen lege verzameling zijn, zodanig dat voor elke {\displaystyle S\in X}, {\displaystyle f(S)} een element van {\displaystyle S} is. {\displaystyle f} kiest met andere woorden uit iedere verzameling {\displaystyle S} precies een element.

## Geschiedenis
Ernst Zermelo introduceerde in 1904 de keuzefunctie tegelijk met het keuzeaxioma AC in een artikel dat een bewijs gaf voor de welordeningsstelling. Iedere verzameling kan volgens deze stelling welgeordend worden. Het keuzeaxioma stelt dat iedere verzameling van niet-lege verzamelingen een keuzefunctie heeft. Iedere aftelbare verzameling van niet-lege verzamelingen heeft volgens een zwakkere vorm van het keuzeaxioma, het axioma van de aftelbare keuze ACω, een keuzefunctie. Men kan zelfs bij het ontbreken van het keuzeaxioma of ACω van sommige verzamelingen aantonen dat zij nog steeds een keuzefunctie hebben.